# Љехотка под Брехми
Љехотка под Брехми (слч. Lehôtka pod Brehmi) насељено је мјесто са административним статусом сеоске општине (слч. obec) у округу Жјар на Хрону, у Банскобистричком крају, Словачка Република.

## Становништво
| Година:    | 1994. | 2004.    | 2014.    | 2024.   |
| ---------- | ----- | -------- | -------- | ------- |
| Број људи: | 324   | 372      | 414      | 397     |
| Разлика:   |       | +14,81 % | +11,29 % | -4,10 % |

| Година:    | 2023. | 2024.   |
| ---------- | ----- | ------- |
| Број људи: | 398   | 397     |
| Разлика:   |       | -0,25 % |

Према подацима о броју становника из 2011. године насеље је имало 409 становника.